# Code Division Multiple Access
CDMA (англ. Code Division Multiple Access, Множинний доступ з кодовим розділенням каналів) — одна з можливих технологій мультиплексування, тобто одночасної передачі даних у спільному діапазоні (так званому каналі) радіочастот.
Для забезпечення доступу до каналу багатьом користувачам — множинний доступ — дані кодуються спеціальним кодом, асоційованим із кожним каналом, і використовуються властивості конструктивної інтерференції спеціальних кодів, щоб здійснювати мультиплексування. Це є головною відмінністю методу CDMA від інших методів мультиплексування:
- TDMA, де канал ділиться між користувачами за часом, чи
- FDMA де розподіляються частоти.

## Історія
Технологія множинного доступу з кодовим поділом каналів відома уже давно. У Радянському Союзі (СРСР), перша робота, присвячена цій темі була опублікована в 1935 році професором Дмитром Агеєвим. Було доведено, що за умовою використання лінійних методів виводиться три типи поділу сигналу: частотний, часовий і компенсаторний. Технологія CDMA була використана в 1957 році, коли молодий військовий радіоінженер Купріянович в Москві, зробив експериментальну модель автоматичного портативного мобільного телефону під назвою ЛК-1, з базовою станцією. ЛК-1 характеризувався вагою в 3 кг, робочою відстанню 20-30 км, і 20-30 годин автономної роботи. Базова станція, як описано автором, могла обслуговувати кілька клієнтів. У 1958 році Купріянович зробив нову експериментальну «кишенькову» модель мобільного телефону. Цей телефон важив 0,5 кг. Для того, щоб обслуговувати більше клієнтів, Купріянович запропонував пристрій, названий ним як «корелятор». У 1958 році СРСР також почав розробку «Алтай», національної цивільної служби мобільних телефонів для автомобілів, засновану на радянському стандарті МРТ- 1327. Система телефону важила 11 кг. Він був поміщений в багажниках автомобілів високопоставлених чиновників і використовувався через стандартну телефонну трубку в салоні автомобіля. Основні розробники системи «Алтай» були ВНДІЗ (Воронезький науково-дослідний інститут зв'язку) і ДСПІ (Державний спеціалізований проектний інститут). У 1963 році ця служба почала працювати в Москві, а в 1970 році «Алтай» вже використовувався в 30 містах СРСР.
Технологія кодового поділу каналів CDMA, завдяки високій спектральній ефективності стала радикальним рішенням подальшої еволюції стільникових систем зв'язку.
CDMA2000 є стандартом 3G в еволюційному розвитку мереж cdmaOne (заснованих на IS-95). При збереженні основних принципів, закладених версією IS-95A, технологія стандарту CDMA безперервно розвивається.
Подальший розвиток технології CDMA відбувається в рамках технології CDMA2000. При побудові системи мобільного зв'язку на основі технології CDMA2000 1Х перша фаза забезпечує передачу даних зі швидкістю до 153 кбіт / с, що дозволяє надавати послуги голосового зв'язку, передачу коротких повідомлень, роботу з електронною поштою, інтернетом, базами даних, передачу даних і нерухомих зображень.
Перехід до наступної фази CDMA2000 1X EV-DO Rev. 0 відбувається при використанні тієї ж смуги частот 1,23 МГц, швидкість передачі - до 2,4 Мбіт / с в прямому каналі і до 153 кбіт / с у зворотному, що робить цю систему зв'язку відповідною вимогам 3G і дає можливість надавати найширший спектр послуг, аж до передачі відео в режимі реального часу.
Наступною фазою розвитку стандарту в напрямку збільшення мережевої ємності і передачі даних є 1XEV-DO Rev A: передача даних зі швидкістю до 3,1 Мбіт / с у напрямку до абонента і до 1,8 Мбіт / с - від абонента. Оператори зможуть надавати ті ж послуги, що і на базі Rev. 0, а, крім того, передавати голос, дані і здійснювати широкомовлення по IP мережам. У світі вже є кілька таких діючих мереж.
Розробники обладнання CDMA зв'язку запустили нову фазу - 1XEV-DO Rev B, - з метою досягти наступних швидкостей на одному частотному каналі: 4,9 Мбіт / с до абонента і 1,8 Мбіт / с від абонента. До того ж буде забезпечуватися можливість об'єднання декількох частотних каналів для збільшення швидкості. Наприклад, об'єднання 15-ти частотних каналів (максимально можлива кількість) дозволить досягати швидкостей 73,5 Мбіт / с до абонента і 27 Мбіт / с від абонента. Застосування таких мереж - поліпшена робота чутливих до тимчасових затримок додатків типу VoIP, Push to Talk, відеотелефонія, мережеві ігри і т. ін.
Основними компонентами комерційного успіху системи CDMA2000 є більш широка зона обслуговування, висока якість мови (практично еквівалентну дротовим системам), гнучкість і дешевизна впровадження нових послуг, висока перешкодозахищеність, стійкість каналу зв'язку від перехоплення і прослуховування.
Також важливу роль відіграє низька випромінювана потужність радіопередавачів абонентських пристроїв. Так, для систем CDMA2000 максимальна випромінювана потужність складає 250 мВт. Для порівняння: в системах GSM-900 цей показник дорівнює 2 Вт (в імпульсі, при використанні GPRS + EDGE з максимальним заповненням; максимум при усередненні за часом при звичайній розмові - близько 200мВт). У системах GSM-1800 - 1 Вт (в імпульсі, середня трохи менше 100мВт).

## Використання
CDMA використовується у багатьох комунікаційних системах, наприклад:
- Глобальна Система Позиціонування (GPS)
- система позиціонування Galileo
- супутникова система OmniTRACS для транспортної логістики.
- Стандарт мобільного телефону CDMA 1x на передачу даних на швидкості 153 Кб/с
- Стандарти 3G CDMA Rev.0, Rev.A, Rev.B для швидкісної передачі даних на швидкості до 14,7 Мб/с.

## Етапи модуляції CDMA
CDMA використовує техніку системи множинного доступу з розширеним спектром. Метод розширеного спектру розподіляє пропускну здатність даних рівномірно по потужності передавача. Розширення коду є псевдовипадковою послідовністю, яка має звужену функцію неоднозначності, на відміну від інших коротких імпульсів. У CDMA локально згенерований код працює на вищій швидкості, ніж дані, які повинні бути передані. Дані для передачі поєднуються за допомогою побітової операції !АБО та високочастотного коду. На малюнку показано, як генерується сигнал з розширеним спектром. Сигнал даних з тривалістю імпульсу Тb(символ періоду) є !АБО з кодом сигналу з тривалістю імпульсу Tc (період елементарного сигналу). (Примітка: смуга пропорційна, 1/T, де T – бітовий інтервал.) Таким чином, ширина смуги частот сигналу даних є 1/Тb, а смуга пропускання сигналу з розширеним спектром 1/Tc. Так як Tc набагато менший, ніж Тb, ширина смуги частот сигналу розширеного спектру набагато більше ширини смуги вихідного сигналу. Ставлення Тb /Tc називається коефіцієнтом розширення або посилення обробки і визначає, в якій мірі, верхня межа загального числа користувачів підтримуваних одночасно базовою станцією.
Кожен користувач в системі CDMA використовує інший код для модуляції сигналу. Вибір кодів, використовуваних для модуляції сигналу є дуже важливим в роботі систем CDMA. Краще виконання відбуватиметься, коли є хороший поділ між сигналом потрібного користувача і сигналами інших користувачів. Поділ сигналів проводиться шляхом кореляції сигналу з локально згенерованим кодом потрібного користувача. Якщо сигнал відповідає коду потрібного користувача в то кореляційна функція буде високою, і система може отримати цей сигнал. Якщо код потрібного користувача не має нічого спільного з сигналом, кореляція повинна бути якомога ближче до нуля, наскільки це можливо (тим самим усуваючи сигнал); це називається кросс-кореляція. Якщо код корелюється з сигналом в будь-який час зсуву, відмінне від нуля, то співвідношення повинно бути якомога ближче до нуля, наскільки це можливо. Це називається автокореляція і використовується для відхилення багатопроменевої інтерференції.
Аналогія з проблемою множинного доступу кімната (канал), в якому люди хочуть спілкуватися один з одним одночасно. Щоб уникнути плутанини, люди можуть говорити по черзі (з поділом за часом), говорити на різних майданчиках (з частотним поділом каналів), або говорити на різних мовах (з кодовим поділом каналів). CDMA є аналогом останнього прикладу, де люди, що говорять однією мовою, можуть зрозуміти один одного, а інші мови сприймаються як шум і відкидаються. Так само, в радіо-CDMA, кожна група користувачів отримує загальний код. Багато кодів займають один і той же канал, але тільки користувачі, пов'язані з конкретним кодом можуть взаємодіяти.
Загалом, CDMA належить до двох основних категорій: синхронні (ортогональних кодів) і асинхронні (псевдовипадкові коди).

## Мультиплексування з кодовим поділом каналів (синхронний CDMA)
Метод цифрової модуляції аналогічний тим, які використовуються в простих приймачах. В аналоговому випадку сигнал низької частоти даних накладається на несучу хвилю з високою частотою, і таким чином іде передача даних. По своїй суті це згортка частоти (теорема Вінера-Хінчина) двох сигналів, що приводить до носія з полосою бокових частот. У цифровому випадку синусоїдальна несуча замінюється за функцією Уолша. Вона являє собою бінарні квадратні хвилі, які утворюють повний ортонормальний набір. Сигнал даних також бінарний і час посилення досягається за допомогою простої функції !АЛЕ.
Синхронність CDMA використовує математичні властивості ортогональності між векторами, що представляють рядки даних. Наприклад, бінарний рядок 1011 представлений вектором (1, 0, 1, 1). Вектори можуть бути помножені, беручи їх скалярний добуток, шляхом підсумовування добутків відповідних компонентів (наприклад, якщо u = (а, b), а v = (c, d), то їх скалярний добуток u · v = ac + bd). Якщо скалярний добуток дорівнює нулю, то два вектори називаються ортогональними один до одного. Деякі властивості скалярного добутку допоможуть зрозуміти, як працює W-CDMA. Якщо вектори а і Ь є ортогональними, то a*b=0, а
a*(a+b)=||a||2 тому що a*a+a*b=||a||2+0
a*(-a+b)=-||a||2 тому що –a*a+a*b=-||a||2+0
b*(a+b)=||b||2 тому що b*a+b*b=0+||b||2
b*(a-b)=-||b||2 тому що b*a-b*b=0-||b||2
Кожен користувач в синхронному CDMA використовує код, ортогональний до кодів чужих, щоб модулювати їх сигнал. Приклад чотирьох взаємно ортогональних цифрових сигналів показаний на малюнку. Ортогональні коди мають кросс-кореляції, рівні нулю; іншими словами, вони не заважають один одному. У разі стандарту IS-95 для поділу різних користувачів через кодування сигналу використовується 64-бітні коди Уолша. Так як кожен з 64 кодів Уолша є ортогональними один до одного, сигнали каналізуються в 64 ортогональних сигнали. У наступному прикладі показано, яким чином сигнал кожного користувача може бути закодований і декодований.
Почнемо з набором векторів, які взаємно ортогональні. (Хоча взаємна ортогональность є єдиною умовою, ці вектори зазвичай будуються для простоти декодування, наприклад, рядків або стовпців з матриць Уолша.) Приклад ортогональних функцій показаний на малюнку праворуч. Ці вектори будуть присвоєні окремим користувачам і називаються код та код чипу. В інтересах стислості, інша частина цього прикладу використовує коди, V, тільки з двома бітами.
Кожен користувач пов'язаний з іншим кодом, скажімо, v. 1 біт представлений за допомогою передачі позитивної коду, V, і 0 біт представлений негативним кодом, -V. Наприклад, якщо V = (v0, v1) = (1, -1), і дані, які користувач бажає передати це (1, 0, 1, 1), то передані символи були б:
(V, -V, V, V) = (v0, v1, -v0, -v1, v0, v1, v0, v1) = (1, -1, -1, 1, 1, -1, 1, - 1).
Кожен відправник має інший, унікальний вектор V обраний з цього набору, але метод будівництва переданого вектора збігається.
Тепер, через фізичні властивості перешкод, якщо два сигнали в точці знаходяться у фазі, вони додаються, щоб дати подвійну амплітуду кожного сигналу, але якщо вони не збігаються по фазі, вони віднімаються і дають сигнал, який різниться з амплітудою. Цифровим шляхом, така поведінка може бути змодельована через додавання векторів передачі, компонент за компонентом.
Якщо sender0 має код (1, -1) і дані (1, 0, 1, 1), і sender1 має код (1, 1) і дані (0, 0, 1, 1), і обидва датчика передають одночасно, то в ця таблиця допоможе прослідкувати етапи кодування:
| Крок | Encode sender0                                                                     | Encode sender1                                                                     |
| ---- | ---------------------------------------------------------------------------------- | ---------------------------------------------------------------------------------- |
| 0    | code0 = (1, -1), data0 = (1, 0, 1, 1)                                              | code1 = (1, 1), data1 = (0, 0, 1, 1)                                               |
| 1    | encode0 = 2 (1, 0, 1, 1) - (1, 1, 1, 1) = (1, -1, 1, 1)                            | encode1 = 2 (0, 0, 1, 1) - (1, 1, 1, 1) = (-1, -1, 1, 1)                           |
| 2    | signal0 = encode0 ⊗ code0 = (1, -1, 1, 1) ⊗ (1, -1) = (1, -1, -1, 1, 1, -1, 1, -1) | signal1 = encode1 ⊗ code1 = (-1, -1, 1, 1) ⊗ (1, 1) = (-1, -1, -1, -1, 1, 1, 1, 1) |

Оскільки signal0 і signal1 передаються одночасно, вони додаються для отримання вихідного сигналу:
(1, -1, -1, 1, 1, -1, 1, -1) + (-1, -1, -1, -1, 1, 1, 1, 1) = (0, -2, -2, 0, 2, 0, 2, 0)
Цей необроблений сигнал називається інтерференційна картина. Приймач потім витягує інформаційний сигнал для будь-якого відомого відправника шляхом об'єднання коду відправника з інтерференційною картиною. Наступна таблиця пояснює, як це працює, і показує, що сигнали не заважають один одному:
| Крок | Decode sender0                                        | Decode sender1                                       |
| ---- | ----------------------------------------------------- | ---------------------------------------------------- |
| 0    | code0 = (1, -1), signal = (0, -2, -2, 0, 2, 0, 2, 0)  | code1 = (1, 1), signal = (0, -2, -2, 0, 2, 0, 2, 0)  |
| 1    | decode0 = pattern.vector0                             | decode1 = pattern.vector1                            |
| 2    | decode0 = ((0, -2), (-2, 0), (2, 0), (2, 0)). (1, -1) | decode1 = ((0, -2), (-2, 0), (2, 0), (2, 0)). (1, 1) |
| 3    | decode0 = ((0 + 2), (2 + 0), (2 + 0), (2 + 0))        | decode1 = ((0 - 2), (2 + 0), (2 + 0), (2 + 0))       |
| 4    | data0 = (2, -2, 2, 2), meaning (1, 0, 1, 1)           | data1= (- 2, -2, 2, 2), meaning (0, 0, 1, 1)         |

Крім того, після декодування, все значення більше, ніж 0, інтерпретуються як 1, а всі значення менше нуля інтерпретуються як 0. Наприклад, після декодування, data0 (2, -2, 2, 2), але приймач інтерпретує це як (1, 0, 1, 1). Значення точності 0 означає, що відправник не передає ніяких даних, як показано в наступному прикладі:
Припустимо, signal0 = (1, -1, -1, 1, 1, -1, 1, -1), передається самостійно. У наступній таблиці показано декодування в приймачі:
| Крок | Decode sender0                                          | Decode sender1                                         |
| ---- | ------------------------------------------------------- | ------------------------------------------------------ |
| 0    | code0 = (1, -1), signal = (1, -1, -1, 1, 1, -1, 1, -1)  | code1 = (1, 1), signal = (1, -1, - 1, 1, 1, -1, 1, -1) |
| 1    | decode0 = pattern.vector0                               | decode1 = pattern.vector1                              |
| 2    | decode0 = ((1, -1), (-1, 1), (1, -1), (1, -1)). (1, -1) | decode1 = ((1, -1), (-1, 1), (1, -1), (1, -1)). (1, 1) |
| 3    | decode0 = ((1 + 1), (-1 - 1), (1 + 1), (1 + 1))         | decode1 = ((1 - 1), (-1 + 1), (1 - 1), (1 - 1))        |
| 4    | data0 = (2, -2, 2, 2), meaning (1, 0, 1, 1)             | data1 = (0, 0, 0, 0), meaning no data                  |

Коли приймач намагається декодувати сигнал з використанням коду sender1, в даних будуть нулі, тому взаємна кореляція дорівнює нулю, і ясно, що sender1 не передає будь-яких даних.

## Асинхронний CDMA
Коли лінк мобільний-база не може бути точно скоординований, зокрема, через рухливості трубок, потрібен інший підхід. Так як математично неможливо створювати підписи послідовностей, які були б одночасно ортогональними для випадкових початкових точок і які б повністю використовували простір коду, в асинхронній CDMA-системі використовуються унікальні "псевдо-випадкові» або «псевдо-шумові" послідовності. ПШ-код є бінарною послідовністю, яка з'являється випадковим чином, але може бути відтворена детермінованим чином за допомогою призначених приймачів. Ці ПШ-коди використовуються для кодування і декодування сигналу користувача в асинхронному CDMA таким же чином, як і ортогональні коди в синхронному CDMA (як показано в наведеному вище прикладі). Ці ПШ-послідовності статистично корельовані, а сума великого числа ПШ-послідовностей призводить до множинної інтерференції доступу (MAI), яка апроксимується гаусовим шумом процесу (дотримуючись центральної граничної теореми в статистиці). Коди Голда доводять, що ПШ підходить для цієї мети, так як існує низька кореляція між кодами. Якщо всі користувачі будуть з тим же самим рівнем потужності, то дисперсія (наприклад, потужність шуму) МСІ зросте прямо пропорційно кількості користувачів. Іншими словами, на відміну від синхронного CDMA, сигнали інших користувачів будуть з'являтися у вигляді шуму до потрібного сигналу і злегка накладатись на потрібний сигнал пропорційно кількості користувачів.
Всі форми CDMA використовують розширений спектр посилення процесу, щоб дозволити приймачам частково дискримінувати небажані сигнали. Сигнали, закодовані за допомогою зазначеної послідовності ПШ (код) приймаються, а сигнали з різними кодами (або той же код, але в інший часовий зсув) відображаються у вигляді широкосмугового шуму і зменшуються на коефіцієнт посилення процесу.
Оскільки кожен користувач генерує MAI, контроль рівня сигналу є досить важливим для передавачів CDMA. CDM (синхронний CDMA), TDMA, або FDMA-приймач може теоретично повністю відкинути сильні сигнали, використовуючи різні коди, часові інтервали або частотні канали через ортогональність цих систем. Але це не відноситься до асинхронного CDMA. Відмова від небажаних сигналів лише часткова. Якщо будь-які або всі небажані сигнали, набагато сильніші, ніж необхідний сигнал, вони будуть придушувати його. Це стало загальною вимогою в будь-який асинхронній системі CDMA, щоб приблизно відповідати різним рівням потужності сигналу, як показано на приймачі. У CDMA стільникового зв'язку, базова станція використовує схему управління потужністю швидко замкнутим контуром, жорстко контролюючи потужність передачі кожного мобільного телефону.

## Переваги асинхронного CDMA в порівнянні з іншими методами

### Ефективне практичне використання спектра фіксованої частоти
У теорії CDMA, TDMA і FDMA мають точно таку ж спектральну ефективність, але і практично кожен з них має свої власні проблеми - управління потужністю в разі CDMA, часу в разі TDMA і генерації частоти / фільтрації в разі FDMA.
TDMA-системи повинні ретельно синхронізувати час передачі всіх користувачів, щоб гарантувати, що вони потраплять в правильний часовий слот і не викличуть перешкод. Так як це не може повністю контролюватися в мобільному середовищі, кожен часовий інтервал повинен мати захисний часовий інтервал, що знижує ймовірність того, що користувачі будуть заважати, але це знижує ефективність використання спектра. Аналогічним чином, системи FDMA повинні використовувати захисну смугу частот між сусідніми каналами, в зв'язку з непередбачуваним ефектом Доплера через мобільність користувача. Захисна смуга частот зменшить ймовірність того, що сусідні канали будуть заважати, але й зменшить використання спектра.

### Гнучкий розподіл ресурсів
Асинхронний CDMA пропонує ключову перевагу в гнучкому розподілу ресурсів, а саме виділення PN-кодів активних користувачів. У разі CDM (синхронний CDMA), TDMA і FDMA число одночасних ортогональних кодів, тимчасових інтервалів і частотних слотів відповідно закріплені, отже, потенціал з точки зору кількості одночасних користувачів обмежений. Існує кілька ортогональних кодів, тимчасових інтервалів або частотних діапазонів, які можуть бути виділені для CDM, TDMA, FDMA і систем, які залишаються не освоєні через імпульсний характер телефонії і пакетованих передач даних. Там немає суворого обмеження на число користувачів, які можуть підтримуватися в асинхронної системі CDMA, тільки практична межа, регульована бажаною ймовірністю бітової помилки, оскільки SIR (відношення сигналу до перешкоди) змінюється обернено пропорційно числу користувачів. У пульсуючому середовищі трафіку, як у мобільного телефонного зв'язку, то перевагою, що забезпечується асинхронним CDMA є те, що продуктивності (частота помилок по бітам) дозволено коливатися випадковим чином, з середньою величиною, яка визначається кількістю користувачів, відсотком завантаження. Припустимо, що є 2N користувачів, які говорять тільки половину часу, то користувачі 2N можуть  бути розміщені з тієї ж середньої ймовірності бітової помилки як N користувачів, які говорять весь час. Основна відмінність в тому, що ймовірність бітової помилки для N користувачів, які розмовляють весь час постійна, в той час як вона є випадковою величиною (з тим же середнім) для користувачів 2N, які розмовляють половину часу.
Іншими словами, асинхронний CDMA ідеально підходить для мобільної мережі, де велика кількість передавачів, кожен генерує відносно невелику кількість трафіку через нерівні проміжки часу. Системи CDM (синхронний CDMA), TDMA і FDMA не може відновити недовикористаних ресурсів, притаманних пульсуючому трафіку в зв'язку з фіксованим числом ортогональних кодів, тимчасових інтервалів або частотних каналів, які можуть бути призначені для окремих передавачів. Наприклад, якщо є тимчасові інтервали N в системі TDMA і користувач і2N, які говорять  половину часу, то половина часу буде більше, ніж N користувачів, яким необхідно використовувати більш тимчасових інтервалів N. Крім того, це вимагало б значних витрат, для постійного розподілу і відкріплення ортогонального коду, часового інтервалу або частоти каналу ресурсів. Для порівняння, передавачі асинхронного CDMA просто посилають інформаційний   сигнал, коли він є, і йдуть в нікуди, коли його немає, зберігаючи ту ж послідовність сигнатури PN до тих пір, поки вони підключені до системи.

## Характеристики CDMA з розширеним спектром
Більшість схем модуляції намагаються мінімізувати смугу пропускання цього сигналу, так як пропускна здатність є обмеженим ресурсом. Проте, поширені методи спектра використовують ширину смуги пропускання, яка на кілька порядків більше мінімально необхідної ширини смуги сигналу. Одним з перших причин робити це було військове застосування, включаючи керувальні і комунікаційні системи. Ці системи були розроблені з використанням розширеного спектру через свою безпеку і стійкості до заклинювання. Асинхронний CDMA має певний рівень секретності,  тому що сигнал поширюється з використанням псевдовипадкового коду; цей код робить сигнали з розширеним спектром наче випадковими або шумоподібними. Приймач не може демодулювати цю передачу не знаючи псевдовипадкової послідовності, що використовується для кодування даних. CDMA також стійкий до заклинювання. Сигнал глушіння має кінцеву послідовність кількості енергії, доступної для глушіння сигналу. Глушник може або поширити свою енергію по всій ширині смуги сигналу або глушити тільки частина всього сигналу.
CDMA також може ефективно відкинути вузькосмугові перешкоди. Так як вузька смуга інтерференції зачіпає лише невелику частину сигналу з розширеним спектром, він може бути легко видалений за допомогою фільтрації без особливих втрат інформації. Згорнене кодування і розшарування можуть бути використані для надання допомоги у відновленні цих втрачених даних. Сигнали CDMA також стійкі до багатопроменевого завмирання. Так як сигнал з розширеним спектром займає велику смугу пропускання тільки його невелика частина піддасться багатопроменевому завмиранню в будь-який момент часу. Як і з вузькосмуговою інтерференцією, це призведе лише до невеликої втрати даних, які можуть бути відновленні.
Ще одна причина, чому CDMA, стійкий до багатопроменевої інтерференції полягає у тому, що запізніла версія переданих псевдовипадкових кодів матиме низьку кореляцію з оригінальним псевдовипадковим кодом, і, таким чином, з'являється як інший користувач, який ігнорується в приймачі. Іншими словами, до тих пір, поки канал багатопроменевого поширення викликає щонайменше, одну фішку затримки, багатопроменеві сигнали будуть надходити на приймач таким чином, що вони зрушені за часом, щонайменше, одного чипу від передбачуваного сигналу. Кореляційні властивості псевдовипадкових кодів такі, що ця невелика затримка викликає багатопроменеву кореляцію з передбачуваним сигналом, і, таким чином, ігнорується.
Деякі пристрої CDMA використовують рейк-приймач, який експлуатує компоненти затримки багатопроменевого поширення для підвищення продуктивності системи. Приймач об'єднує інформацію з кількох кореляторів, кожен з яких налаштований на інший шлях затримки, виробляючи сильнішу версію сигналу, ніж простий приймач з одного кореляції, налаштованим на затримку шляху найсильнішого сигналу.
Повторне використання частоти є можливість повторно використовувати один і той же радіочастотний канал на інших ділянках клітин в системі стільникового зв'язку. При плануванні FDMA і TDMA системи частот це є важливим фактором. Частоти, використовувані в різних осередках повинні бути ретельно сплановані, щоб забезпечити сигнали від різних клітин, не заважаючи один одному. В системі CDMA, така ж частота може використовуватися в кожній клітині, так як канал формується з використанням псевдовипадкових кодів. Повторне використання тієї ж частоти в кожній клітині усуває необхідність планування частоти в системі з CDMA. Проте, планування різних псевдовипадкових послідовностей має бути зроблено, щоб гарантувати, що прийнятий сигнал від однієї клітини не корелює з сигналом від сусідньої.
Оскільки сусідні клітини використовують одні і ті ж частоти, системи CDMA мають можливість використовувати технологію м'якої передачі. Вона дозволяє мобільному телефону одночасно підтримувати зв'язок з двома або більше клітинами. Найкраща якість сигналу буде підтримуватись, доки м'яка передача не завершить процес. Це відрізняється від технології жорсткої передачі, використовуваних в інших клітинних системах. У технології жорсткої передачі, сила сигналу може різко змінюватися. На відміну від системи CDMA, де використовують технологію м'якої передачі, яку неможливо виявити і яка забезпечує більш надійну і більш високу якість сигналу.

## Спільний CDMA
У недавньому дослідженні з'явилась нова спільна багатокористувацька схема передачі і виявлення під назвою Спільний CDMA, який був розроблений для висхідної лінії зв'язку і який використовує відмінності між завмиранням підписів каналів користувачів, щоб збільшити пропускну здатність користувача далеко за межі розширення довжини в множинному доступі інтерференції (МСІ) в обмеженому середовищі. Автори показують, що можна домогтися такого збільшення при низькій складності і високій бітовій продуктивності частоти помилок в каналах з завмираннями, дослідження яких пріоритетне для перевантажених систем CDMA. За такого підходу, замість того, щоб використовувати одну послідовність для кожного користувача, як і в звичайних CDMA, автори групують невелике число користувачів, щоб спільно використовувати одну розширену послідовність і включити групу поширення і звуження спектра операцій. Новий спільний приймач розрахований на багато користувачів і має у своєму складі два етапи: група виявлення, що розрахована на багато користувачів (MUD) для придушення MAI між групами і стадія низької складності виявлення максимальної правдоподібності для відновлення спільних даних в рамках здійснення співробітництва серед користувачів з використанням мінімальної евклідової кодової відстані і коефіцієнта посилення каналу коефіцієнтами користувачів.

## CDMA в Україні
Станом на липень 2021 року в Україні CDMA-покриття забезпечують 2 оператори стільникового зв'язку:
- у діапазоні CDMA-2000 800 МГц:
  1. ПрАТ "Телесистеми України" (ТМ "PEOPLEnet")
  2. ТОВ "Інтертелеком" (ТМ "Інтертелеком")

З 2025 року в Україні розпочався поступовий перехід операторів мобільного звʼязку з діапазону 3G на LTE.

### Новіші стандарти CDMA
- W-CDMA — (Wideband Code Division Multiple Access (широкосмуговий CDMA)) — стандарт, авторизований Eia/tia як стандарт Is-665. Призначений для забезпечення широкосмугового радіодоступу з метою підтримки послуг третього покоління. Швидкість даного стандарту (до 2 Мбіт/с на малих відстанях і 384 кбіт/с на великих з повною мобільністю) дозволяє підтримувати передачу мультимедіа-дані. Технологія електромагнітно сумісна з GSM і PDC.
- CDMA2000
- TD-SCDMA
- S-CDMA (Synchronous Code Division Multiple Access) був розроблений корпорацією Terayon для передачі даних через коаксіальні кабельні мережі. S-CDMA розсіює цифрові дані вгору і вниз в широкому діапазоні частот і дозволяє використовувати декілька абонентів, підключених до мережі, щоб передавати та отримувати одночасно. Цей спосіб передачі даних був розроблений, для безпеки і надзвичайної стійкості до шуму.

### Інші технології мультиплексування
- Мультиплексування із частотним розподілом (FDMA)
- Множинний доступ із часовим розподілом (TDMA)

### Проблеми
- Проблема Поряд-Далеко[en]
- Псевдовипадковий шум